# Halowe Mistrzostwa Europy w Łucznictwie 2000
7. Halowe Mistrzostwa Europy w Łucznictwie odbyły się w dniach 1 - 5 marca 2000 roku w Spale. Była to pierwsza impreza tego cyklu zorganizowana w Polsce.
Polska wywalczyła jeden medal. Mistrzyniami Europy w łukach klasycznych została drużyna pań w składzie Anna Łęcka, Barbara Węgrzynowska i Agata Bulwa.

## Medaliści

### Seniorzy

#### Strzelanie z łuku klasycznego
| Konkurencja:           | Złoto:                                                       | Srebro:                                                       | Brąz:                                                                     |
| indywidualnie kobiet   | Natalia Nasaridze                                            | Katerina Palecha                                              | Aurore Trayan                                                             |
| indywidualnie mężczyzn | Hassan Orbay                                                 | Wietse van Alten                                              | Michele Frangilli                                                         |
| drużynowo kobiet       | Polska · Anna Łęcka · Barbara Węgrzynowska · Agata Bulwa     | Francja · Alexandra Fouace · Aurore Trayan · Celine Mignon    | Rosja · Nadieżda Badmacirenowa · Margarita Galinowskaja · Jelena Graczewa |
| drużynowo mężczyzn     | Włochy · Michele Frangilli · Matteo Bisiani · Andrea Parenti | Niemcy · Christian Stubbe · Michael Frankenberg · Erich Kloos | Turcja · Hassan Orbay · Tunç Küçükkayalar · Özdemir Akbal                 |

#### Strzelanie z łuku bloczkowego
| Konkurencja:           | Złoto:                                                            | Srebro:                                                      | Brąz:                                                      |
| indywidualnie kobiet   | Cathérine Pellen                                                  | Valérie Fabre                                                | Mary-Ann Richardson                                        |
| indywidualnie mężczyzn | Jean-Marc Beaud                                                   | Jonathan Mynott                                              | Niels Baldur                                               |
| drużynowo kobiet       | Francja · Cathérine Pellen · Valérie Fabre · Sandrine Vandionant  | Dania · Camilla Siemod · Lene T. Ahrenfeldt · Louise Hauge   | Szwajcaria · Sylviane Lambelet · Rita Riedo · Karin Probst |
| drużynowo mężczyzn     | Wielka Brytania · Simon Tarplee · Jonathan Mynott · Michael Peart | Szwajcaria · Simon Frankhauser · David López · Boris Fornera | Dania · Niels Baldur · Per Knudsen · Tom Henriksen         |

## Klasyfikacja medalowa
| Lp. | Państwo         | Złoto | Srebro | Brąz | Razem |
| 1.  | Francja         | 3     | 2      | 1    | 6     |
| 2.  | Turcja          | 2     | 0      | 1    | 3     |
| 3.  | Wielka Brytania | 1     | 1      | 1    | 3     |
| 4.  | Włochy          | 1     | 0      | 1    | 2     |
| 5.  | Polska          | 1     | 0      | 0    | 1     |
| 6.  | Dania           | 0     | 1      | 2    | 3     |
| 7.  | Szwajcaria      | 0     | 1      | 1    | 2     |
| 8.  | Holandia        | 0     | 1      | 0    | 1     |
| 8.  | Niemcy          | 0     | 1      | 0    | 1     |
| 8.  | Ukraina         | 0     | 1      | 0    | 1     |
| 11. | Rosja           | 0     | 0      | 1    | 1     |